# Peluda (folclore)

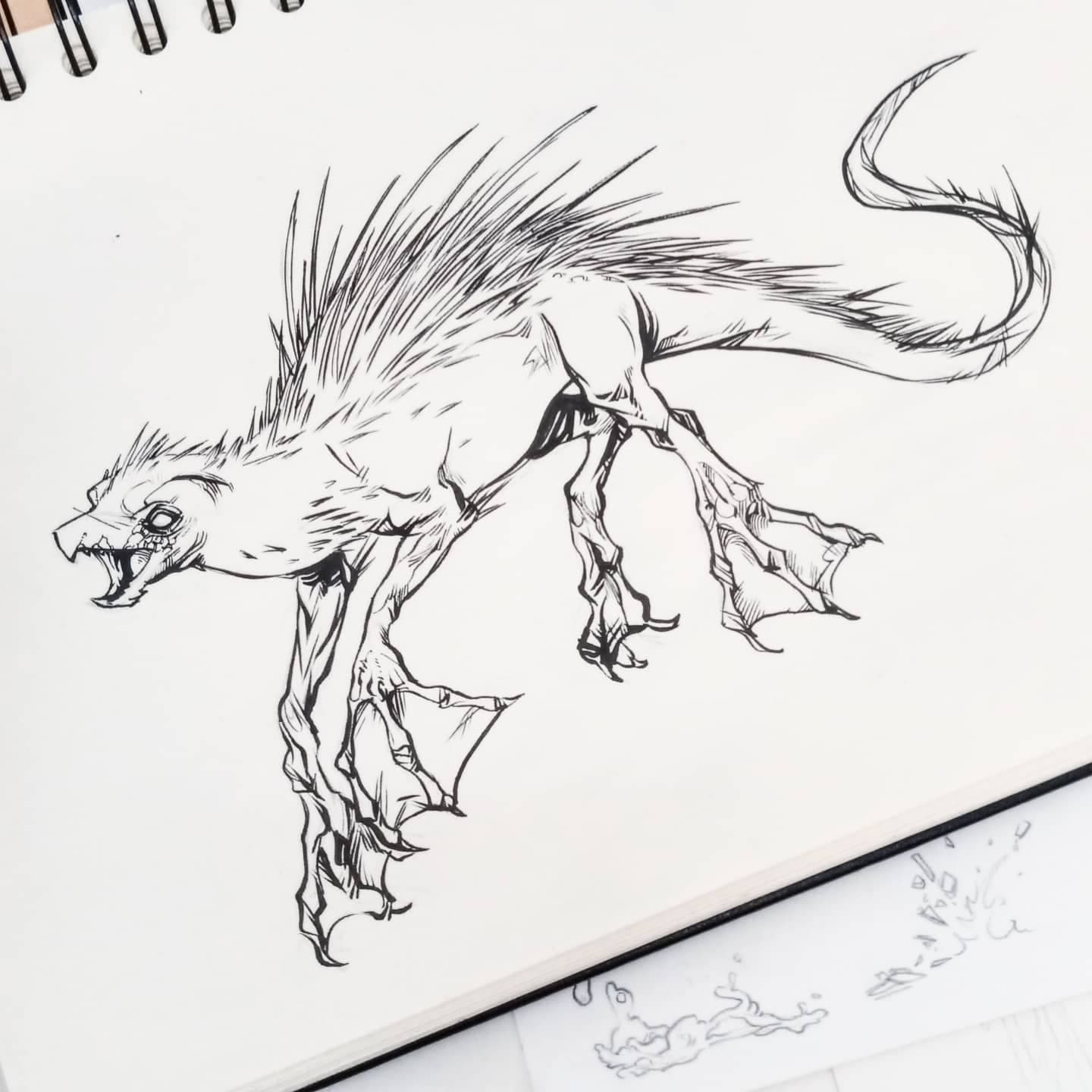
Bestia Lanuda

La Peluda (también llamada Bestia Lanuda o La Velue -"La Peluda" en francés-) era un supuesto monstruo mitológico o dragón que aterrorizaba a La Ferté-Bernard, en Francia. Se decía que merodeaba el río Huisne (de la cuenca del Sarthe).

## Apariencia
Se decía que era del tamaño de un toro y tenía cabeza de serpiente. Su cuerpo era redondo y estaba cubierto de pelaje verde, y tenía aguijones cuya picadura era mortal. Sus patas eran anchas, similares a las de una tortuga de agua dulce. Tenía cola de serpiente, con la que podía matar a personas y animales.

## Leyenda de su origen
Se decía que este animal sobrevivió al Diluvio sin haber entrado en el Arca. Noé decidió dejar fuera a la bestia debido a que era peligrosa para los demás animales, ya que tenía mal carácter y cuando se enojaba exhalaba fuego y escupía un ácido mortal a sus enemigos. Noé engañó a la criatura para que creyera que zarparían al atardecer, pero al final el Arca zarpó al amanecer.
El monstruo, conocido como la Peluda, luchó para salvarse y prometió vengarse de los humanos por abandonarlo. Siendo anfibio y teniendo piel gruesa, la Peluda nadó usando su cola gruesa y serpentina. Nadó hasta debilitar su cola, provocando que sea el único punto vulnerable en el cuerpo acorazado de la criatura.

## Historia de sus ataques
La Peluda surgió de su cueva en la Edad Media y se escondió en la ribera del río Huisne en Francia. En venganza por haber sio abandonada en el Diluvio, comenzó a atacar humanos puros e inocentes, prefiriendo a las doncellas y niños. Buscaba a las doncellas más virtuosas, y a aquella que era capturada la llamaban la Corderita (l'agnelle). Se la llamó entonces en francés La Velue. Atacó granjas, establos y pueblos. Arruinó cosechas con su aliento de fuego y pisoteaba a sus víctimas con sus poderosas patas.
Cuando era perseguida por los campesinos, se sumergía en el Huisne, haciéndolo desbordar, e inundando toda la zona. Un día, atrapó a una doncella y la arrastró herida al lecho del Huisne. El novio de la joven decidió rescatarla,y fue ayudado por varios herreros que hicieron la espada con hoja ancha más afilada y ligera de todas. El joven practicó día y noche hasta que pudo manejar bien la espada, antes de salir a matar a la bestia acorazada. Finalmente se enfrentó al monstruo y cortó con la espada la cola de la Peluda, su único lugar vulnerable. El monstruo murió y fue embalsamado. Se festejó su muerte con tambores, pífanos y danzas.

## En la cultura popular
- El monstruo aparece mencionado El libro de los seres imaginarios de Jorge Luis Borges.
- El enemigo final de Chrono Trigger, de Squaresoft, Lavos, es similar a la Peluda.